# Blackjack
Blackjack (također i ajnc) je kartaška igra na sreću, popularna u kockarnicama. Igra se s 1-8 špilova od po 52 karte, bez džokerâ. Poznata je kao jedna od malobrojnih igara na sreću protiv kuće u kojima igrač može steći statističku prednost nad kockarnicom.

## Povijest
Prethodnik blackjacka zvao se Dvadeset i jedna, igra nepoznatog porijekla. Prvi zapisani spomen nalazi se u knjizi španjolskog autora Miguela de Cervantesa, najpoznatijeg po pisanju romana Don Quijote. Cervantes je bio kockar, a glavni likovi njegove priče Rinconete y Cortadillo, iz zbirke Novelas Ejemplares, varalice su koje rade u Sevilli. Oni su vješti u varanju u igri veintiuna (španjolska riječ za »dvadeset i jedan«) i navode da je cilj igre dosegnuti 21 bod bez prekoračenja, a as vrijedi 1 ili 11. Igra se igra sa španjolskim špilom baraja. Ova kratka priča napisana je između 1601. i 1602., što implicira da se veintiuna igrala u Kastilji od početka 17. stoljeća ili ranije. Kasnije reference na ovu igru nalaze se u Francuskoj i Španjolskoj.
Kada je veintiuna uveden u SAD, kockarnice su nudile bonus isplate kako bi potaknule interes igrača. Jedan od tih bonusa bio je isplata deset prema jedan ako je ruka igrača sadržavala as pik i crnog dečka (bilo dečka tref ili dečka pik). Ta ruka se zvala blackjack, a ime je ostalo uz igru, iako je bonus deset prema jedan ubrzo povučen. U modernoj igri, blackjack se odnosi na bilo koju ruku s asom i kartom od deset bodova ili slikom, bez obzira na boje ili znakove.
Prvi znanstveni i matematički utemeljeni pokušaj razvijanja optimalne strategije za blackjack otkriven je u rujnu 1956. godine. Roger Baldwin, Wilbert Cantey, Herbert Maisel i James McDermott objavili su članak pod naslovom "The Optimum Strategy in Blackjack" u Journal of the American Statistical Association. Ovaj rad postao je temelj svih budućih napora za pobjedu u igri blackjacka. Ed Thorp je koristio Baldwinove proračune kako bi potvrdio osnovnu strategiju i kasnije (1963.) objavio svoj poznati knjigu Beat the Dealer.

## Početak igre
Prije igre igrač mora uložiti određeni iznos novca. Nakon što su svi igrači za stolom uložili, djelitelj dijeli svakom igraču dvije karte licem gore, a sebi jednu licem gore i jednu licem dolje ("hole card"). Cilj igre je postići broj karatnih bodova veći od djeliteljevog, a da igrač ne prijeđe 21. Ako pređe 21, automatski gubi igru. Karte s brojevima vrijede onoliko bodova koliki je broj, a dečko, dama i kralj vrijede 10 bodova. As vrijedi 11 bodova ako je zbroj drugih karata 10 ili manji; odnosno 1 bod ako je zbroj drugih karata 11 ili veći. Međutim, ako igrač ima dva asa, jedan od njih mora vrijediti 11 bodova, osim ako sve ostale karte zajedno vrijede 10 ili više bodova. Ako igrač ima asa od 11 bodova, tada mu je zbroj mekan (soft), a ako nema asa ili ima asa od jednog boda, tada mu je zbroj tvrd (hard). Ako igrač pobijedi djelitelja, ulog mu se isplaćuje 1:1 (npr. ako je uložio 10 eura i pobijedi, natrag će dobiti 10 uloženih eura i još 10 eura, ukupno 20).

## Opcije
Igrači redom mogu birati između dvije opcije: hit ili stand. Katkada su prisutne i druge moguće opcije, iako neke kockarnice dozvoljavaju samo hit i stand.

### Hit
Kad igrač napravi hit, dobiva još jednu kartu. U nekim kockarnicama igrač automatski pobijeđuje kad skupi 6 ili 7 karata, dokle god je zbroj prvih 5 (6) karata 20 ili manji. Hit se obično u kockarnicama označava dodirivanjem stola kažiprstom.

### Stand
Kad igrač napravi stand, ne dobiva dodatne karte i njegov red završava. Svi igrači moraju napraviti stand, prijeći 21 ili završiti igru na neki drugi način (nije moguće u svim kockarnicama) da bi djelitelj mogao početi sa svojom igrom. U kockarnicama se označava pokretom ruke iznad karata.

### Double down
Kad igrač napravi double down, dobiva još jednu kartu i njegov je red završio. Igrač pritom mora uložiti iznos jednak svojem početnom ulogu. Double down se u većini kockarnica smije raditi samo sa svim mekanim zbrojevima i tvrdim zbrojevima 10 i 11 (katkad i s 9). Novi ulog se ne smije stavljati na početni, već pokraj njega (već uloženi novac se u kockarnici ne smije dodirivati).

### Split
Ako igrač dobije dvije iste karte, može ih razdvojiti (split). Za razdvajanje mora uložiti iznos jednak svojem početnom ulogu (kao double down). Nakon toga igra svaku kartu kao zaseban igrač. Ako na jednoj od tih karata ponovo dobije dvije iste karte, može ih opet razdvojiti. Većina kockarnica ima ograničenje broja razdvajanja u jednom dijeljenju (obično 3 ili 4), dok neke razdvajanje uopće ne dozvoljavaju. Igrač označava razdvajanje tako da doda novi ulog kao u double downu, a zatim nad kartama napravi pokret rukama kao da će ih razdvojiti. Važno je da pritom ne dodirne karte, jer zbog dodirivanja pit boss može poništiti dijeljenje.

### Surrender
U rijetkim kockarnicama prisutna je i opcija surrender (može se zvati i late surrender). Igrač može napraviti surrender samo odmah nakon što je dobio svoje prve dvije karte (nikad nakon splita ili bilo koje druge akcije). Ako napravi surrender, njegov je red završio kao u standu. Međutim, igrač ne uspoređuje karte s djeliteljevima, nego automatski dobiva natrag polovicu svog početnog uloga. Ova opcija je iznimno rijetko profitabilna, a igrači ju prečesto koriste kad je nepotrebna.

## Blackjack
Ako igrač na dijeljenju nakon bilo koje akcije dobije zbroj 21, njegov red se automatski završava. U tom slučaju može imati remi samo ako djelitelj ima 21, inače pobjeđuje. Međutim, ako je dobio 21 u svoje prve 2 karte (mora imati asa i kartu koja vrijedi 10), igrač ima blackjack, te dobiva dobitak isplaćen 3:2 (npr. ako je uložio 20 eura, dobiva natrag 20 uloženih i još 3÷2×20=30 eura, ukupno 50). Igrač ne dobiva ništa samo ako djelitelj također ima blackjack. Tada se dogodi remi.

### Osiguranje
Neke kockarnice zahtijevaju od djelitelja da igračima ponude osiguranje (insurance) ako je njihova karta licem gore as (ponekad se dozvoljava i 10, dečko, dama ili kralj). Bez obzira ima li ili nema blackjack, igrač može uložiti do polovice početnog uloga kao osiguranje. Ako igrač ima blackjack, djelitelj će mu ponuditi even money. To je isto kao i osiguranje. Ako itko od igrača prihvati osiguranje ili even money, djelitelj će zaviriti pod drugu kartu tako da igrači to ne vide i reći ima li blackjack ili ne. Ako ima, igračima s osiguranjem iznos osiguranja se vraća u omjeru 2:1. Igrači koji također imaju blackjack su u remiju i dobivaju svoj početni ulog natrag, a oni koji nemaju automatski gube igru. Ako nema, kuća pokupi uloge osiguranja i ne isplaćuje ih, a igra se normalno nastavlja, a igrači s blackjackom odmah dobivaju isplatu 3:2.

## Djeliteljeva igra
Djeliteljeva je igra strogo propisana i u njoj ne postoji element vještine jer djelitelj ne može donositi nikakve odluke o njoj. Kad svi igrači završe svoj red, djelitelj okreće svoju kartu licem nagore. Zatim uzima nove karte sve dok ima 16 ili manje. Ako dobije 18-21, djelitelj stane i drugi igrači uspoređuju svoj broj bodova s njegovim. Ako ima više od 22, djelitelj je automatski izgubio i svi preostali igrači dobivaju. Ako djelitelj ima tvrdih 17 (nema asa ili ima asa i 16 bodova u drugim kartama), staje. Ako ima mekih 17 (as i 6 bodova u drugim kartama), tada njegova igra ovisi o pravilima kuće. Za igrača je profitabilnije da djelitelj u toj situaciji staje.

## Uspoređivanje karata
Ako djelitelj ima više bodova nego igrač, igrač gubi. Ako je obrnuto, igrač dobiva i dobitak mu se isplaćuje 1:1. Ako igrač i djelitelj imaju jednak broj bodova, igrač dobiva svoj ulog natrag, ali bez dobitka, osim kada jedan od njih ima blackjack, a drugi normalnih 21. Tada onaj s blackjackom dobiva.

## Vanjske poveznice
- Pravila Blackjacka na Hrvatskoj lutriji (pravilo "tri sedmice" na ovoj stranici je isključivo pravilo kuće, a nije prisutno u čistom Blackjacku)
- Blackjack Statistics (engleski)

## Daljnje čitanje
- Thorp, Edward O. 1966. Beat the dealer: a winning strategy for the game of twenty-one: a scientific analysis of the world-wide game known variously as blackjack, twenty-one, vingt-et-un, pontoon, or van-john. Rev. izdanje. Random House. New York. ISBN 978-0-394-70310-7
- Patterson, Jerry L. 2001. Blackjack, a winner's handbook. 1st izdanje. Berkley Pub. New York. ISBN 978-0-399-52683-1
- Rose, I. Nelson; Loeb, Robert A. 1998. Blackjack and the law. 1st izdanje. RGE Pub. Oakland, CA. ISBN 978-0-910575-08-9